# La Lumière d'Ixo
La Lumière d'Ixo est le dixième album de la série Yoko Tsuno de Roger Leloup, dont il constitue la quinzième histoire et le neuvième long récit (six mini-récits furent rassemblés dans le quatrième album de la série, Aventures électroniques). Le récit est prépublié en 1979 dans les numéros 2132 à 2152 du journal Spirou, puis publié en album en 1980.

## Univers

### Synopsis
De retour sur Vinéa, Yoko, Vic et Pol accompagnent une équipe vinéenne conduite par Khâny et Poky pour tenter d'éclaircir le mystère d'Ixo, un des satellites de la planète K-3 qui se trouve dans le même système solaire que Vinéa. Sur celui-ci, les Vinéens ont jadis stocké des matières extrêmement dangereuses. Or, tous les cinq ans une lumière mystérieuse y apparaît...

### Personnages

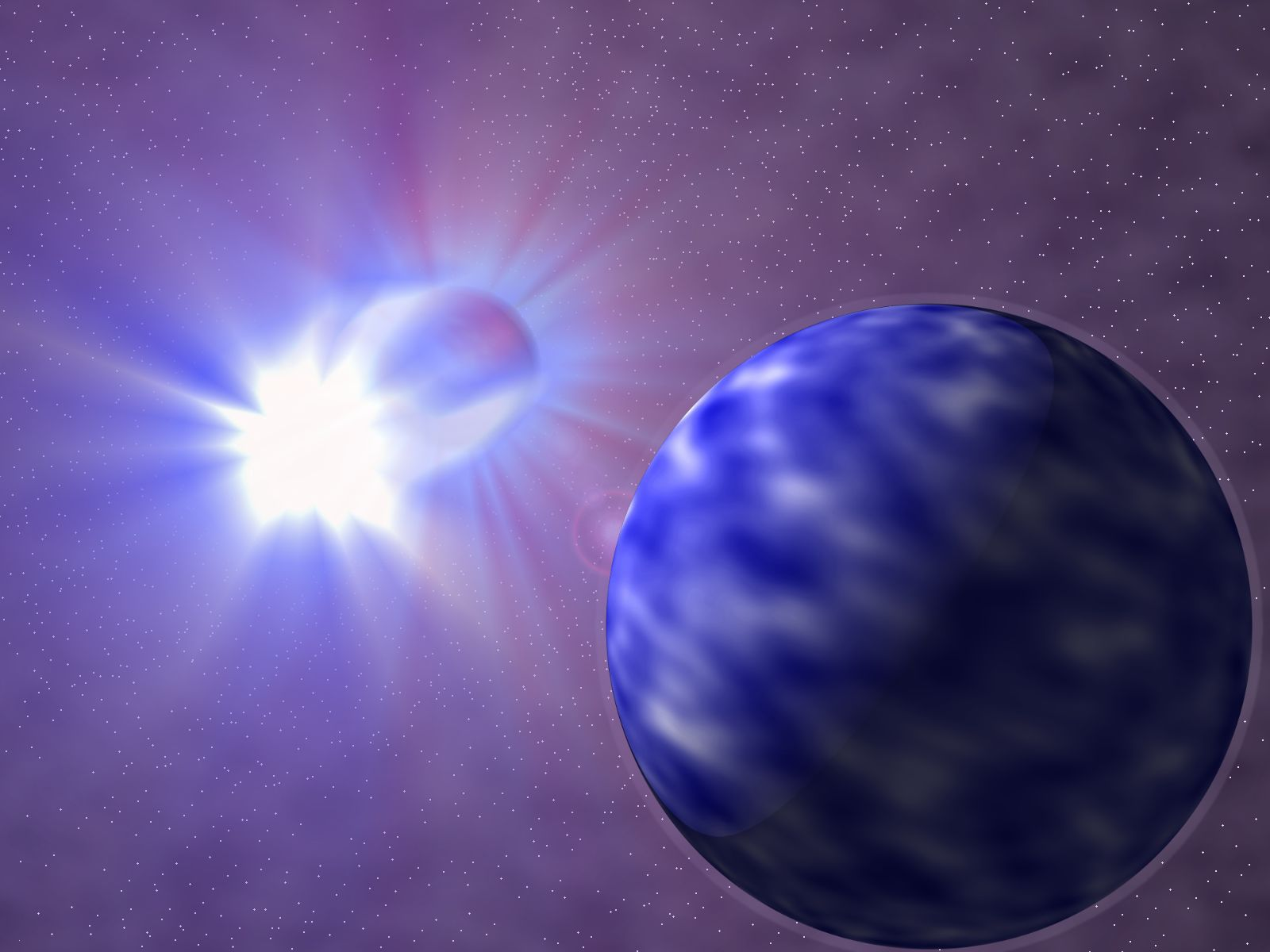
Au premier plan, la planète Vinéa.

| Trio                                  | Vinéens        | Alliés sur Ixo                                            | Adversaires sur Ixo |
| ------------------------------------- | -------------- | --------------------------------------------------------- | ------------------- |
| - Yoko Tsuno - Vic Vidéo - Pol Pitron | - Khâny - Poky | - Taïpy - Sŷhl - Le Grand Initié[réf. nécessaire] - Mŷrka | - Sikan - Zârfa     |

### Lieux
- Ixo
- Shŷra

## Analyse
Cinquième album de la série à mettre en scène les Vinéens.

« Un ami journaliste m'avait reproché de ne pas aller assez loin dans la description de la civilisation vinéenne. Il me suggérait d'évoquer leur évolution philosophique ou religieuse. Là, je l'ai fait. L'action a cédé un peu la place à cette exposition plus ésotérique. Je voulais montrer la stupidité du sacrifice des hommes vis-à-vis d'un mythe. (...) J'étais parti d'un phénomène assez général, le retour au mysticisme, et je l'avais projeté dans le temps et l'espace. Tout peut devenir une religion, même une réalité astronomique telle qu'un mouvement de planète (...) Au plus profond de leur détresse, ces Vinéens éloignés ont trouvé la volonté de survivre dans leur foi, mais celle-ci a des limites et se développe sur de fausses croyances qui mènent à l'effondrement du système et à une certaine forme de tyrannie. La lumière d'Ixo est en fait devenue le symbole de l'obscurantisme. »

— Roger Leloup

## Publication

### Revues
La lumière d’Ixo a été prépubliée dans les numéros 2132 à 2152 du magazine Spirou, du 22 février au 12 juillet 1979,.

### Album
Le récit est publié en 1980 chez l’éditeur Dupuis sous la forme d’un album à couverture cartonnée, portant le numéro 10 de la série Yoko Tsuno. Plusieurs ré-impressions ont assuré depuis la constante disponibilité du titre, à l’instar des autres titres de cette série.
En 2007, il est inclus dans Vinéa en péril, le quatrième volume de l'Intégrale Yoko Tsuno, et le deuxième regroupant les aventures vinéennes. Il y suit Les Titans et y précède Les Archanges de Vinéa.